# Іларіон Осоріо
Іларіон Осоріо (ісп. Hilarión Osorio, 21 жовтня 1928, Луке — 1990) — парагвайський футболіст, що грав на позиції нападника за клуб «Спортіво Лукеньйо», а також національну збірну Парагваю.

## Клубна кар'єра
У футболі відомий виступами за команду «Спортіво Лукеньйо», кольори якої і захищав протягом усієї своєї кар'єри гравця. 

## Виступи за збірну
1950 року дебютував в офіційних матчах у складі національної збірної Парагваю. Протягом кар'єри у національній команді провів у її формі 8 матчів.
Був присутній в заявці збірної на чемпіонаті світу 1950 року у Бразилії, але на поле не виходив.
Помер 1990 року на 62-му році життя.